# Facca
Facca è una frazione del comune di Cittadella, in provincia di Padova.

## Geografia fisica
Posta nella parte sud del territorio comunale, confina a nord con San Donato e a est con Santa Maria (altre frazioni di Cittadella), a sud con San Giorgio in Bosco ed a ovest con San Giorgio in Brenta.
Per l'abitato transita la SP 47 della Valsugana, anche se il nucleo del paese si è sviluppato attorno a via Poppi, nelle vicinanze della chiesa.

## Origini del nome
Non si conosce l'origine del nome.

## Monumenti e luoghi d'interesse
La chiesa parrocchiale, dedicata a Santa Maria Assunta, fu edificata tra il 1950 e il 1954.